# Google Analytics
Google Analytics — сервіс від компанії Google для аналізу інтернет-сайтів та мобільних додатків. Дозволяє вебмайстрам перевірити стан індексування, створити детальну статистику аудиторії сайту та оптимізувати видимість своїх вебсторінок. В даний час платформа належить торговій марці Google Marketing Platform [Архівовано 8 листопада 2012 у Wayback Machine.].
Google Analytics є найбільш широко використовуваним сервісом вебаналітики в Інтернеті.

## Особливості
Google Analytics використовується для відстеження активності користувачів на вебсайті, такої як тривалість сеансу, сторінки за сеанс, показник відмов тощо, а також інформації про джерело трафіку. Доступна інтеграція з Google Ads, яка дозволяє вебмайстрам, відстежувати якість цільової сторінки та конверсією. Аналіз Google Analytics дозволяє виявити неефективні сторінки, враховуючи кількість сеансів, тривалість перебування користувача на вебсторінці, імовірність конверсії. У сервісі також доступна функція власної сегментації відвідувачів.
29 вересня 2011 року у Google Analytics з'явилася аналітика в реальному часі, що дозволяє вебмайстрам ознайомитись із списком відвідувачів вебсайту у режимі реального часу.
Безкоштовна версія Google Analytics може обробляти до 200 000 сеансів за добу (при більшій кількості звернень обробка може займати до 48 год.).

## Історія
У квітні 2005 року Google купила Urchin Software Corp., яка спеціалізувалась на розробці програмного забезпечення для вебаналітики. Після цього продукти Urchin почали називатись Urchin from Google, а пізніше, у 2006 році, Google Analytics.
Реєстрація була запущена у листопаді 2005 року. Але, через високий попит на послугу, нові реєстрації були зупинені уже за тиждень. Згодом була запущена система запрошень, яка функціонувала по принципу лотереї. До серпня 2006 року Google партіями надсилала коди запрошень. З середини серпня 2006 року сервіс став доступним для всіх охочих.
У квітні 2011 року була запущена нова версія Google Analytics, яка мала ряд нових функцій. Зокрема новий дизайн інтерфейсу і додаткові налаштування при створенні користувацьких звітів. У цьому ж році сервіс отримав функцію аналітики в реальному часі та «візуалізацію потоку».
У жовтні 2012 року була анонсована ще одна нова версія під назвою «Universal Analytics». Ключовими відмінностями були: кросплатформенне відстеження, гнучкіший код, який дає змогу збирати дані з будь-якого цифрового пристрою. Також були введені спеціальні параметри та показники для збирання специфічних даних (які користувач визначає власноруч).
У березні 2016 року Google випустила Google Analytics 360, який являє собою програмний пакет для вебаналітики, аналізу рентабельності та інших маркетингових показників. Google Analytics 360 містить у собі такі продукти: Analytics, Tag Manager, Optimize, Data Studio, Surveys, Attribution і Audience Center.
У жовтні 2017 року була запущена нова версія Google Analytics, яка називалася Global Site Tag.
У червні 2018 року Google запустила сервіс Google Marketing Platform, бренд інтернет-реклами та аналітики. Він утворився з двох колишніх брендів Google, DoubleClick Digital Marketing і Google Analytics 360.
У липні 2023 Google оголосила про припинення підтримки продукту Universal Analytics (який на українському ринку було прийнято називати "Google Analytics") і закликала користувачів перейти на наступну версію — Google Analytics 4. Наразі Google Analytics 4 є актуальною версією безкоштовної вебаналітики від Google. Вона поєднує трекінг відвідувань сайтів і додатків, та переносить певну специфіку трекінгу додатків на аналітику сайтів[джерело?].

## Технології
Сервіс відстежує трафік на вебсторінці за допомогою спеціального коду відстеження Google Analytics, який являє собою фрагмент коду на JavaScript, що додається власником сайту на кожну сторінку. Код відстеження запускається в браузері відвідувача, коли той переглядає сторінку (якщо у браузері увімкнений JavaScript), збирає дані про відвідувача та відправляє їх на сервер збору даних Google, в рамках запиту на вебмаяк.
Код відстеження завантажує файл JavaScript (на цей момент відомий як ga.js) з вебсервера Google, а потім створює змінну з номером облікового запису користувача.
Проте файл зазвичай не потрібно завантажувати через кешування в браузері. Якщо в браузері увімкнуте кешування, файл ga.js завантажується лише один раз при першому відвідуванні. Крім того, на усіх вебсайтами, які використовують Google Analytics, використовується один і той же файл від Google. Користувач, який відвідував будь-який інший вебсайт з Google Analytics, вже буде мати створений файл ga.js на своєму комп'ютері.

### Обмеження
Програми і розширення для фільтрації реклами (наприклад Adblock) можуть блокувати код відстеження Google Analytics. Це перешкоджає відстеженню трафіку користувачів і призводить до неточності зібраних даних. Крім того, конфіденційні браузери такі як Tor будуть маскувати фактичне місце розташування користувача і надавати неточні географічні дані. Невелика частина користувачів не має браузера з підтримкою JavaScript.
На точність даних може повпливати те, що користувачі видаляють або блокують файли cookie Google Analytics. Без завантаження файлів cookie Google Analytics не може збирати дані. Власники вебсайтів можуть заохочувати користувачів не відключати файли cookie, наприклад, шляхом публікації політики конфіденційності. Особливо проблема cookie для відстеження жорстко постає в операційній системі IOS. 
Всі ці обмеження, можуть дозволити значній кількості відвідувачів уникати відстеження. Але Google пропонуэ обхід цього обмеження за допомогою Server Side трекінгу - коли код відстеження переноситься на сервер і виконуєтся там, а не на стороні відвідувача. 

## Популярність
У травні 2008 року шведський ресурс Pingdom опублікував статистику, згідно з якою 161 з 500 (32 %) найбільших сайтів у всьому світі, відповідно до рейтингу Alexa, використовували Google Analytics.
У 2010 році сервіс від Google використовувався на 49,95 % з 1 000 000 найпопулярніших вебсайтів світу (за рейтингом Alexa).
Зараз Google Analytics використовується на 85,04 % з 10 000 найпопулярніших вебсайтів, за даними BuiltWith і є найпопулярнішим сервісом вебаналітики.

## Підтримка та навчання
Google пропонує безкоштовні уроки в Analytics Academy, безкоштовний довідковий центр та форум груп Google для офіційної підтримки продуктів Google Analytics. Опис нових функції продукту публікується в блозі Google Analytics. Підтримка для підприємств надається через сертифікованих партнерів Google Analytics або Google Academy for Ads.

## Google Analytics 360
Google Analytics випускається у двох варіантах — безкоштовна версія та Google Analytics 360.
Google Analytics 360 — система аналітики корпоративного рівня, яка здатна обробляти великі об'єми даних. Поширюється разом з пакетом Google Marketing Platform For Enterprises.
|                                                                      | Analytics                                                               | Analytics 360 |
| -------------------------------------------------------------------- | ----------------------------------------------------------------------- | --- |
| Можливості інтеграції з іншими сервісами                             | Google Ads, AdSense і Search Console (раніше Webmaster Tools), BiqQuery | Google Ads, AdSense, Ad Manager, Display & Video 360, Search Ads 360, Campaign Manager, BigQuery, Salesforce i Search Console (раніше Webmaster Tools) |
| Частота оновлення даних                                              | 24 — 48 годин                                                           | Гарантовано до 4 годин згідно з SLA |
| Користувацькі показники та метрики                                   | 20                                                                      | 200 |
| Доступ до необроблених даних                                         | Так                                                                     | Так |
| Необмежена кількість даних                                           | Ні                                                                      | Так |
| Користувацькі таблиці [Архівовано 26 жовтня 2020 у Wayback Machine.] | Ні                                                                      | Так |
| Підтримка                                                            | Самостійна, за допомогою довідкового центру та ком'юніті                | Служба Google корпоративного рівня, SLA |
| Варіанти оплати                                                      | Безкоштовно                                                             | Щомісячно, індивідуальний рахунок |

## Google Webmaster Tool і Google Analytics як сервіси оптимізації сайтів
Ці сервіси служать для оптимізації сайтів. Завдяки Google Webmaster Tools користувач може відстежити появу сторінок свого сайту в індексі пошукової системи, бачити наявність посилань на свої сторінки з інших ресурсів, аналізувати помилки доступу до сторінок, з якими зіткнувся робот пошукової системи при індексації сайту, тестувати директиви robots.txt для доступу до сайту різних роботів, керувати швидкістю доступу роботів до сайту та ін. А Google Analytics — це сервіс ведення статистики відвідувань вебсайтів від компанії Google. Сервіс дозволяє оцінити трафік вебсайту та ефективність різноманітних маркетингових заходів. За допомогою цього сервісу можна дізнатися географію відвідувачів сайту. Також забезпечуються розширені можливості аналізу даних, у тому числі їх відображення у вигляді зручних графіків. 
Тобто, Google Webmaster — це інструкції від Google стосовно дизайну, вмісту, технічних питань і якості, а Google Analytics — пошук джерела відвідувачів, аналіз географічного положення, вивчення їхніх переглядів, а також зміна орієнтирів.